# Mistrzostwa Ameryki Południowej w Zapasach 2015
XII Mistrzostwa rozegrano w dniach 11-15 listopada 2015 w Buenos Aires na terenie Centro Nacional de Alto Rendimiento Deportivo.

## Tabela medalowa
| Miejsce | Kraj      | Złoto | Srebro | Brąz | Razem |
| 1.      | Brazylia  | 7     | 2      | 3    | 12    |
| 2.      | Ekwador   | 7     | 1      | 3    | 11    |
| 3.      | Argentyna | 5     | 6      | 6    | 17    |
| 4.      | Peru      | 4     | 8      | 2    | 14    |
| 5.      | Chile     | 1     | 5      | 3    | 9     |
| 6.      | Boliwia   | 0     | 0      | 3    | 3     |
| Razem   | Razem     | 24    | 22     | 20   | 66    |

## Wyniki

### W stylu klasycznym
| Waga   | złoty              | srebrny                | brązowy             |
| ------ | ------------------ | ---------------------- | ------------------- |
| 59 kg  | Cristóbal Torres   | Adán Monte             | Cristian Paravecino |
| 66 kg  | Enrique Guallapa   | José Magallanes        | André Feitosa       |
| 71 kg  | José Sánchez       | Jean Canchumanta       | Jonathan Da Silva   |
| 75 kg  | Ângelo Moreira     | Renzo García           | Vicente Huacón      |
| 80 kg  | Enríque Cuero      | Maximiliano Prudenzano | Li Castillo         |
| 85 kg  | Ronisson Brandão   | Ricardo Cárdenas       | José Moreno         |
| 98 kg  | Yuri Maier         | Carlos García          | Éder Lima           |
| 130 kg | Eduard Soghomonian | Luciano Del Río        | ----                |

### W stylu wolnym
| Waga   | złoty              | srebrny         | brązowy              |
| ------ | ------------------ | --------------- | -------------------- |
| 57 kg  | Agustín Destribats | André Quispe    | Marvin Chávez        |
| 61 kg  | Filipe Estevez     | Yerson Henao    | Yerko Castro         |
| 65 kg  | Mauricio Sánchez   | Sixto Aucapiña  | Carlos Romero        |
| 70 kg  | Abrahán Llontop    | Marcelo Castro  | Cristian Karlikowski |
| 74 kg  | Edixon Paladines   | José Ambrocio   | Jorge Llano          |
| 86 kg  | Pool Ambrocio      | Merużan Nikojan | Fernando Moreno      |
| 97 kg  | Yuri Maier         | Cássio Oliveira | ----                 |
| 125 kg | Catriel Muriel     | ----            | ----                 |

### W stylu wolnym kobiet
| Waga  | złoty                | srebrny          | brązowy         |
| ----- | -------------------- | ---------------- | --------------- |
| 48 kg | Patricia Bermúdez    | Katiuska Toaza   | Justina Benites |
| 53 kg | Jacqueline Mollocana | Eluney Melita    | Ninfa Yupari    |
| 55 kg | Luisa Valverde       | Jenny Mallqui    | Evelin Sosa     |
| 58 kg | Mayara Graciano      | Javiera Roco     | Johana Blasig   |
| 60 kg | Munique Calazans     | Jessica Olivares | Maia Salinas    |
| 63 kg | Janet Sobero         | Dailane Reis     | Dennise Antes   |
| 69 kg | Diana Cruz           | Laura García     | Leonela Ayoví   |
| 75 kg | Gilda de Oliveira    | ----             | ----            |